# 이호준 (가수)
이호준(1996년 ~ )은 대한민국의 가수다.

## 방송
- 미스터트롯3 (2024) - Top54

## 음반
- 오늘 우린 (2017)
- 아무렇지 않아 (2019)
- Moment (2021)
- 그대와 춤을 (2024)
- 미스터트롯3 장르별 팀배틀 베스트 PART2 (2025)
- 너를 바라보다 (2025)

## 참여
- 박정민 <통보> (2019) - 작사/작곡
- 박화정 <너에게 물들어> (2022) - 작사